# Salto de Pirapora
Salto de Pirapora é um município brasileiro do estado de São Paulo, localizado a 121 km de São Paulo. Situa-se na Região Metropolitana de Sorocaba, na Mesorregião Macro Metropolitana Paulista e na Microrregião de Sorocaba.

## História
O Município de Salto de Pirapora foi fundado por lavradores e operários comandados por Antônio Maximiano Fidélis (popularmente conhecido como "Antônio Fogueteiro") e por Felício Lencione. Apesar da descrença de seus companheiros, no dia 24 de junho de 1906 fizeram a primeira prece no local e demarcaram onde seria a sede do município.
Lavradores e operários das caieiras (fornos de cal) se reuniam nas redondezas daquelas primeiras casas ainda não alinhadas e festejavam São João com fogueiras, mastro e reza ao ar livre. O promotor da reza era o Fogueteiro auxiliado pelo comerciante Antônio Góis, sendo o seu estabelecimento o ponto de reunião. Como em toda parte, não faltava a Santa Cruz.
Fogueteiro, Felício Lencione e João de Góis capinaram o terreno onde hoje está a Igreja Matriz e levantaram um mastro com uma bandeira do santo precursor. Rezaram e soltaram fogos. Fogueteiro dizia, entre risos e zombarias dos mercadores e outros presentes: "aqui ainda vai ser uma cidade!". No ano seguinte, foi construída a primeira capela local (onde hoje está a Igreja Matriz) por João de Góes, que ainda ofertou uma imagem de São João Batista à pequena igreja. O santo, desde então, foi adotado como padroeiro do município.
No dia 6 de outubro de 1907, o padre Luís Augusto Scicluna celebrou a primeira missa na capela com a presença de todos que moravam no pequeno povoado e que ajudaram na construção da ermida. Mais tarde, o mesmo padre convocaria aqueles que ajudaram a erguer a capela para edificarem a Matriz, que funciona até os dias de hoje.
Em 1911, Salto de Pirapora foi elevada à vila e incorporada como distrito do município de Sorocaba pela Lei nº 1.250, de 18 de agosto de 1911, que criava o Distrito de Paz pertencente à comarca de Sorocaba.
No ano de 1912, João Almeida Tavares foi nomeado o primeiro tabelião do distrito. Nesse mesmo ano, apareceram os primeiros Carros de boi que puxaram o progresso do pequeno povoado, pois por meio deles eram transportadas madeira e produtos da agricultura local, como o arroz, algodão, feijão e batata para outras regiões.
Em 1922, organizou-se uma comissão para construir a Igreja Matriz, sendo o seu chefe o coronel Manuel Ferreira Leão, que, ao lado de sua esposa e tendo como auxiliares Silvino Dias Batista, Belarmino de Cerqueira César, David Teixeira, Balduíno Antunes de Oliveira, Pedro dos Santos e João Brizola de Almeida, levaram a cabo a empreitada seguindo a planta do arquiteto e padre Luís Scicluna .
A tão batalhada emancipação chegou em 1953, através de um plebiscito no qual votaram os 657 eleitores que ali residiam. Desses, 475 votaram a favor do desligamento político da vila, 174 votaram contra e 4 votaram em Branco, além de 4 votos nulos. Finalmente, no dia 30 de dezembro daquele ano, Salto de Pirapora se eleva à categoria de Município pela Lei Estadual 2.456/1953.
No dia 1 de janeiro de 1955 instalou-se o município com a posse da primeira gestão do Executivo e Legislativo locais. Agenor Leme dos Santos foi o primeiro prefeito e Vicente Leme dos Santos o vice. Os nove primeiros vereadores foram Alexandre de Góes Vieira (Didi), Amarílio Vieira de Proença (Lalau), Ariovaldo Rodrigues Simões, Durvalino Shuerman de Barros, Gentil Areias, Isidoro Gomes de Almeida, Lázaro Ferreira dos Santos, Newton Guimarães e Roberto Marcello.

### Formação administrativa
- Fundação: 24 de junho de 1906 (118 anos);
- Emancipação: conforme a Lei Estadual n° 2456 de 30 de dezembro de 1953 (71 anos).

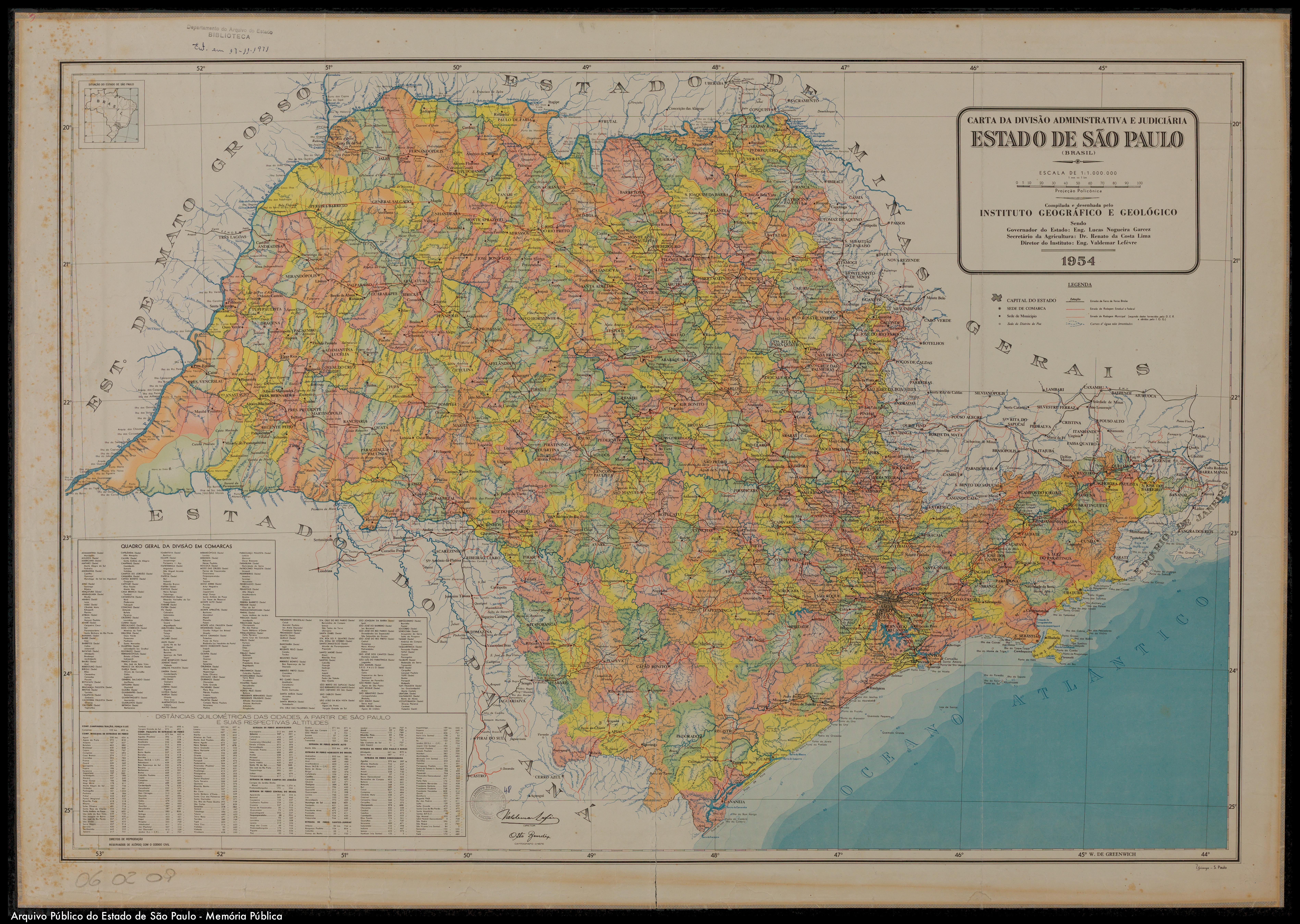
Estado de São Paulo (1953).

## Geografia
Localizada a uma latitude 23º38'56" sul e a uma longitude 47º34'24" oeste, está a uma altitude de 630 metros na região sudeste do estado.

### Hidrografia
- Rio Pirapora
- Rio Sarapuí

### Rodovias
- SP-264 (Rodovias João Leme dos Santos e Francisco José Ayub)
- SPA-104/079 (Rodovia João Guimarães)

## Demografia

### População
| Crescimento populacional                             | Crescimento populacional | Crescimento populacional | Crescimento populacional |
| Ano                                                  | População Total          |                          | %±                       |
| ---------------------------------------------------- | ------------------------ | ------------------------ | ------------------------ |
| 1958                                                 | 5 109                    |                          | —                        |
| 1960                                                 | 6 188                    |                          | 21,1%                    |
| 1970                                                 | 9 001                    |                          | 45,5%                    |
| 1980                                                 | 14 688                   |                          | 63,2%                    |
| 1991                                                 | 25 344                   |                          | 72,5%                    |
| 2000                                                 | 35 072                   |                          | 38,4%                    |
| 2010                                                 | 40 132                   |                          | 14,4%                    |
| 2022                                                 | 43 748                   |                          | 9,0%                     |
| Est. 2024                                            | 45 138                   | [ 4 ]                    | 3,2%                     |
| Fontes: Censos Demográficos IBGE e Estimativas SEADE |                          |                          |                          |

### Dados demográficos
Dados do Censo - 2010
População total: 40.132
- Urbana: 31.463
- Rural: 8.669
- Homens: 19.949
- Mulheres: 20.183

Densidade demográfica (hab./km²): 143,02
Mortalidade infantil até 1 ano (por mil): 14,69
Expectativa de vida (anos): 74,95
Taxa de fecundidade (filhos por mulher): 3,41
Taxa de alfabetização: 93,05%
Índice de Desenvolvimento Humano (IDH-M): 0,771
- IDH-M Renda: 0,685
- IDH-M Longevidade: 0,781
- IDH-M Educação: 0,847

(Fonte: IPEA/DATA)

## Política e administração
- Prefeito: Matheus Marum de Campos - PSDB (2021/2024)
- Vice-prefeito: Claudinei José dos Santos - PSDB (2021/2024)
- Presidente da câmara: Clodoaldo Soares de Almeida - PSDB (2021/2022)

### Prefeitos
| Nº | Nome                       | Início do mandato      | Fim do mandato         |
| -- | -------------------------- | ---------------------- | ---------------------- |
| 1  | Agenor Leme dos Santos     | 1 de janeiro de 1955   | 30 de abril de 1957    |
| 2  | Vicente Leme dos Santos    | 1 de maio de 1957      | 31 de maio de 1957     |
| 3  | Agenor Leme dos Santos     | 1 de junho de 1957     | 31 de dezembro de 1958 |
| 4  | Roque de Barros Leite      | 1 de janeiro de 1959   | 31 de dezembro de 1962 |
| 5  | Agenor Leme dos Santos     | 1 de janeiro de 1963   | 30 de novembro de 1966 |
| 6  | Vicente Leme dos Santos    | 1 de dezembro de 1966  | 31 de dezembro de 1966 |
| 7  | Jaime Ferreira da Fonseca  | 1 de janeiro de 1967   | 30 de janeiro de 1970  |
| 8  | Agenor Leme dos Santos     | 31 de janeiro de 1970  | 15 de abril de 1970    |
| 9  | Nivaldo Dias Batista       | 16 de abril de 1970    | 13 de agosto de 1971   |
| 10 | Belmiro de Barros Teixeira | 14 de agosto de 1971   | 19 de agosto de 1971   |
| 11 | Paulo dos Santos Guilherme | 19 de agosto de 1971   | 30 de janeiro de 1973  |
| 12 | João Abdalla Marum         | 31 de janeiro de 1973  | 31 de janeiro de 1977  |
| 13 | Newton Guimarães           | 1 de fevereiro de 1977 | 31 de janeiro de 1983  |
| 14 | João Abdalla Marum         | 1 de fevereiro de 1983 | 31 de dezembro de 1988 |
| 15 | Santelmo Xavier Sobrinho   | 1 de janeiro de 1989   | 31 de dezembro de 1992 |
| 16 | João Abdalla Marum         | 1 de janeiro de 1993   | 31 de dezembro de 1996 |
| 17 | Santelmo Xavier Sobrinho   | 1 de janeiro de 1997   | 31 de dezembro de 2000 |
| 18 | Santelmo Xavier Sobrinho   | 1 de janeiro de 2001   | 31 de dezembro de 2004 |
| 19 | Joel David Haddad          | 1 de janeiro de 2005   | 31 de dezembro de 2008 |
| 20 | Joel David Haddad          | 1 de janeiro de 2009   | 31 de dezembro de 2012 |
| 21 | Santelmo Xavier Sobrinho   | 1 de janeiro de 2013   | 31 de dezembro de 2016 |
| 22 | Joel David Haddad          | 1 de janeiro de 2017   | 31 de dezembro de 2020 |
| 23 | Matheus Marum de Campos    | 1 de janeiro de 2021   | 31 de dezembro de 2024 |

## Economia
Hoje, o município é um dos principais pontos de extração mineral do país, sendo informalmente elevada à "Capital do Calcário". Abriga unidades de extração de empresas do Grupo Votorantim, Grupo Adher, GMIC, Massari Mineração, entre outras. Nele, está situado um dos principais pontos de mergulho técnico do Brasil, a Pedreira, atualmente interditada pelo Grupo Votorantim em razão de constantes acidentes.

## Infraestrutura

### Comunicações

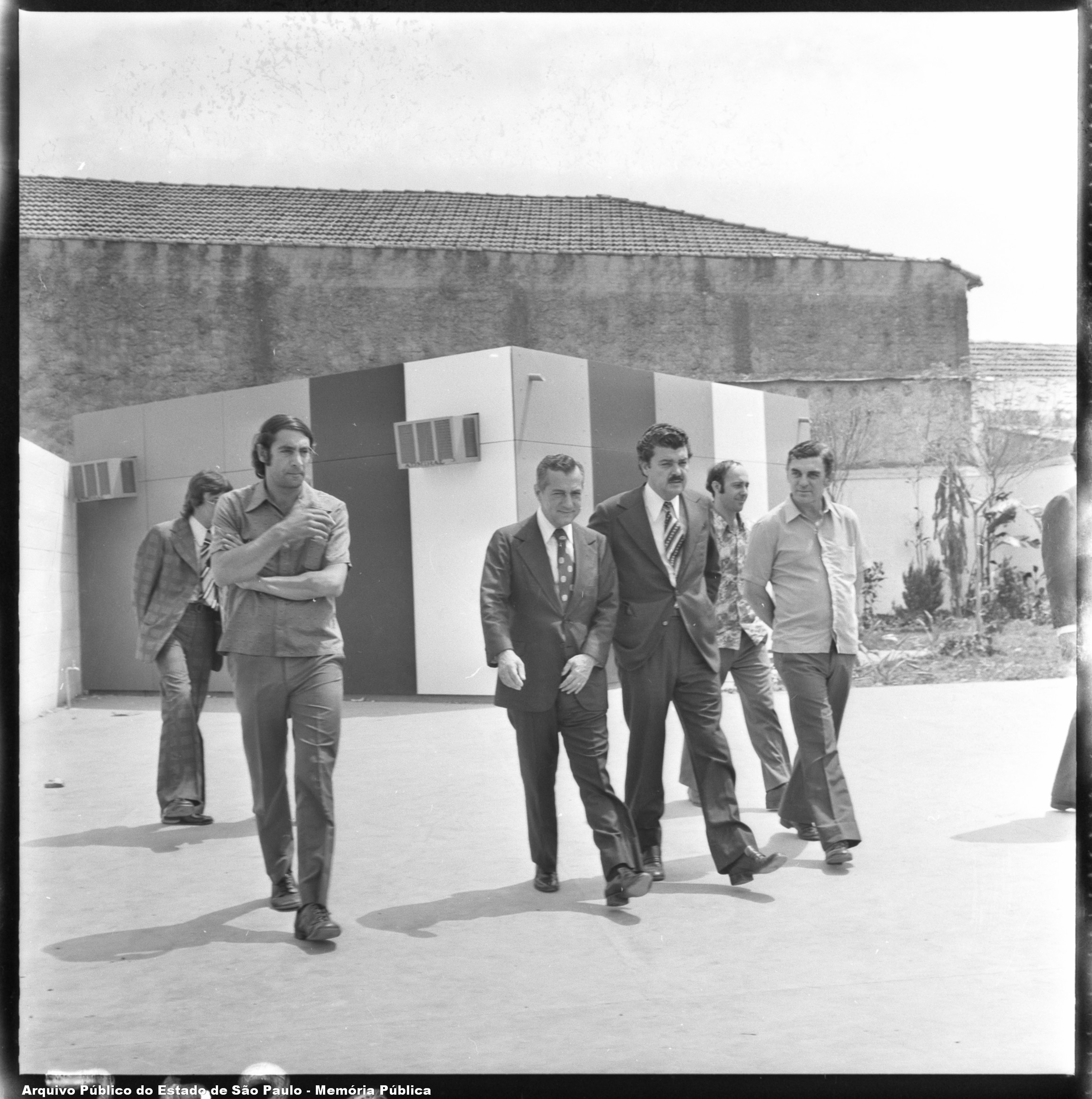
Central telefônica de Salto de Pirapora (1974).

O sistema de telefones automáticos foi inaugurado na cidade pela Companhia de Telecomunicações do Estado de São Paulo (COTESP) em 1974. Já o sistema de discagem direta à distância (DDD) foi implantado em 1979 pela Telecomunicações de São Paulo (TELESP), com o código de área (0152).
Na década de 90 o código DDD da cidade foi alterado para (015), para padronização do sistema telefônico com a telefonia celular que estava sendo implantada em todo o estado.

## Religião
O Cristianismo se faz presente na cidade da seguinte forma:

### Igreja Católica
- A igreja faz parte da Arquidiocese de Sorocaba.[12]

### Igrejas Evangélicas
- Assembleia de Deus Ministério do Belém.[13][14]
- Congregação Cristã no Brasil.[15]